# Víctor Mongil Adeva
Víctor Mongil Adeva (Valladolid, 21 de julio de 1992) es un futbolista
 español que actualmente milita en el Atlético Tordesillas del grupo 8 de la 3ªRFEF. En 2023 se incorporó como jugador de la liga privada Kings League, donde participa actualmente en el equipo 1K FC

## Trayectoria
Canterano del Real Valladolid, tras vestir la camiseta blanquivioleta en la División de Honor Juvenil con los juveniles del club pucelano y en Tercera División con el Real Valladolid B, Mongil tuvo la oportunidad de debutar con el primer equipo en la temporada 2011-12, en un partido de Copa del Rey que se jugó en el Estadio José Zorrilla frente al Gimnastic de Tarragona y acabó con un resultado de 6-0 a favor de los castellanos. A partir de ese momento, el entrenador, Miroslav Djukic, empezó a tenerle en cuenta para siguientes partidos; debutando en liga frente al Real Murcia, jugando como lateral derecho, y el siguiente partido, contra el Celta de Vigo, como central debido a las bajas de Juanito por lesión y Jesús Rueda por sanción.
Tras salir del Real Valladolid C. F. "B", las siguientes siete temporadas, Mongil compitió en Segunda División B, formando parte de equipos como el Atlético de Madrid "B", C. D. Alcoyano, A. D. Mérida, Pontevedra C. F. y Atlético Levante U. D.. 
El 29 de enero de 2019 firmó por el F. C. Dinamo Tbilisi de la Erovnuli Liga, máxima categoría de fútbol en Georgia, con el que disputó cinco partidos en la UEFA Europa League 2019-20, antes de ser eliminado por el Feyenoord en la última ronda de clasificación.
El 2 de enero de 2020 se unió al ATK de la Superliga de India, con el que lograría el título de liga. Más tarde, regresó al F. C. Dinamo Tbilisi, para ganar otra Erovnuli Liga.
El 26 de julio de 2021 firmó por el Odisha F. C. de la Superliga de India.
El 29 de junio de 2022 firmó por el FC Hebar Pazardzhik de la Liga Bulgaria A PFG.

## Clubes
| Club                      | País    | Año       |
| ------------------------- | ------- | --------- |
| Real Valladolid C. F. "B" | España  | 2010-2012 |
| Atlético de Madrid "B"    | España  | 2012-2014 |
| C. D. Alcoyano            | España  | 2014-2016 |
| A. D. Mérida              | España  | 2016-2017 |
| Pontevedra C. F.          | España  | 2017      |
| Atlético Levante U. D.    | España  | 2018-2019 |
| F. C. Dinamo Tbilisi      | Georgia | 2019      |
| ATK                       | India   | 2020      |
| F. C. Dinamo Tbilisi      | Georgia | 2020-2021 |
| Odisha F. C.              | India   | 2021-2022 |
| Kerala Blasters FC        | India   | 2022-2023 |

## Palmarés

### Títulos nacionales
| Título             | Club                 | País    | Año  |
| ------------------ | -------------------- | ------- | ---- |
| Erovnuli Liga      | F. C. Dinamo Tbilisi | Georgia | 2019 |
| Superliga de India | ATK                  | India   | 2020 |
| Erovnuli Liga      | F. C. Dinamo Tbilisi | Georgia | 2020 |